# قضية سيبور زاركو
خلال الحرب الاهلية الغواتيمالية التي دامت 36 عاما، دام اغتصاب القوات المسلحة للنساء من السكان الأصليين واستعبادهن؛ وبصورة منتظمة ومتتالية بالقرب من مدينة (سيبور زاركو ).
وقد استمرت الحرب الأهلية في غواتيمالا من عام 1960إلى عام1996. سيبور زاركو هو مجتمع محلي من سكان مدينة كيتشي في غواتيمالا. وفي سيبور زاركو، أغضب زعماء الفلاحين في المايا كيتشي ملاك الأراضي المحليين بالقتالِ للحصول على سندات ملكية قانونية للأرض التي عاشوا عليها وعملوا عليها لسنوات. ودعا ملاك الأراضي الجيش إلى الحماية وأعلن الجيش أن رجال الجماعة من المتمردين اليساريين، وقاموا بأسرِهم وإخفائهم.
فبقيت النساء في القرية تُعامل كرقيق للجنس.